# Kaempferia harmandiana
Kaempferia harmandiana är en enhjärtbladig växtart som beskrevs av François Gagnepain. Kaempferia harmandiana ingår i släktet Kaempferia och familjen Zingiberaceae. Inga underarter finns listade i Catalogue of Life.